# Dušče
Dušče je naseljeno mjesto u općini Višegradu, Republika Srpska, BiH.

## Stanovništvo
Nacionalni sastav stanovništva 1991. godine, bio je sljedeći:
| Narod       | Broj stanovnika |
| ----------- | --------------- |
| Muslimani   | 754             |
| Srbi        | 59              |
| ostali      | 17              |
| Jugoslaveni | 11              |
| Ukupno      | 841             |